# کریستوفر بارتون
کریستوفر بارتون (انگلیسی: Christopher Barton; ۲۱ نوامبر ۱۹۲۷ – ۱۸ اوت ۲۰۱۳) قایقران روئینگ اهل بریتانیا بود.